# Kordit

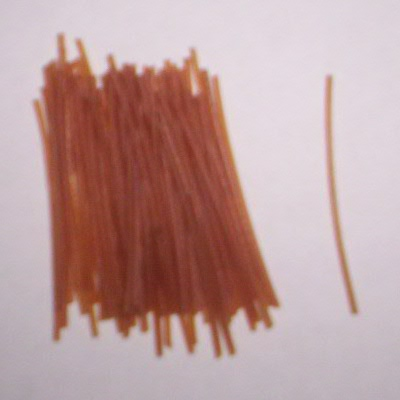
Strängar av kordit

Kordit är ett sprängämne bestående av nitroglycerin, bomullskrut och bindmedel som ersatte svartkrut i militärt bruk eftersom förbränningsprodukterna är gasformiga med en minimal mängd sot. Det möjliggör långa skjutserier utan att vapnet behöver rengöras och att man slipper rökutveckling som röjer skyttens position. Under svartkrutstiden bildade kanonröken vid vindstilla en rent fysisk krigsdimma som gjorde det svårt att skilja på vän och fiende på slagfältet, detta slapp man med kordit.
Precis som svartkrut är bomullskrut ett långsamt sprängämne, det frigör sin energi under tiden projektilen rör sig framåt i eldröret, och inte på en gång vilket skulle få vapnet att explodera. Tillsatsen nitroglycerin gör kordit mindre benäget att ta upp fukt från luften och ökar därför patronernas hållbarhet jämfört med om de hade varit laddade med rent bomullskrut.
Kordit är det svenska namnet på krutet, som annars kallas NC-krut. Det uppfanns av engelsmännen Frederick Abel och James Dewar omkring år 1890, som i detta sammanhang var invecklade i patentstrid med Alfred Nobel, vilken dock slutade till dennes nackdel.

## Framställning och egenskaper
Kordit består av 58 % nitroglycerin, 37 % bomullskrut och 5 % vaselin. Det framställs genom att högnitrerat bomullskrut blandas med nitroglycerin under tillsats av cirka 20 % aceton, och att massan sedan noggrant blandas i 3–4 timmar vid en temperatur på högst 40 °C. Man tillsätter därefter vaselin under fortsatt omblandning i några timmar. Massan har därefter blivit homogen och något geléartad, så att den lätt kan pressas till rör eller strängar (grek. Chorde, sträng, ger namnet) av varierande storlek beroende på avsedd användning.
Kordit klassas som lågexplosivt på grund av långsam förbränningshastighet. Liksom beträffande ballistit har det varit nödvändigt att minska halten av nitroglycerin till 30–35 % (”modified cordite” = C.M.D.).

## Användning
I militären användes kordit för att skjuta i väg granater långa sträckor. Under andra världskriget blandade norrmännen kordit med svartkrut för att få längre räckvidd på sina fartygskanoner. 
Kordit användes också som tändningsmekanism i de atombomber som detonerades under andra världskriget.[källa behövs]
Kordit är nu dock föråldrat, och det produceras inte längre.